# Álvaro Fernández Llorente
Álvaro Fernández Llorente (Arnedo, 13 de abril de 1998) es un futbolista español que juega de portero en el Sevilla F. C. de la Primera División de España.

## Trayectoria
Álvaro se inició como futbolista en las filas del Club Deportivo Arnedo, aunque también jugó entre los siete y catorce años diversos torneos con la Real Sociedad. El 12 de octubre de 2013, con apenas 15 años, hizo su debut con el primer equipo riojano en Tercera División frente al River Ebro (0-1). Tras acabar la temporada, en verano de 2014, se marchó a la cantera del C. A. Osasuna para jugar en su equipo juvenil. El 12 de abril de 2015 debutó con el filial navarro, el Osasuna Promesas, en Tercera División frente al C. D. Izarra. El 25 de septiembre de 2016 hizo su debut en Primera División, en El Madrigal frente al Villarreal C. F. (3-1), sustituyendo a Mario Fernández en el descanso.
El 11 de julio de 2017 firmó un contrato de tres temporadas por la A. S. Monaco. Después de jugar una decena de partidos con el filial monegasco, en agosto de 2018, fue cedido a la Extremadura U. D. de Segunda División. En junio de 2019 se incorporó a la S. D. Huesca, con el que firmó un contrato de tres campañas.
El 17 de agosto de 2021 fue cedido al Brentford F. C. de Premier League por una campaña después de renovar su contrato con el conjunto oscense hasta 2024. El año siguiente fue el R. C. D. Espanyol quien logró su cesión, guardándose una opción de compra a final de temporada. Esta no se hizo efectiva y regresó a Huesca, donde jugó los 42 partidos de la Segunda División y en veinte de ellos no encajó ningún gol.
El 12 de agosto de 2024 se hizo oficial su fichaje por el Sevilla F. C. como agente libre y firmando por un año.

## Selección nacional

#### Categorías inferiores
Fue internacional en categorías inferiores de la selección española. Con el combinado sub-20 se proclamó campeón del torneo amistoso internacional de La Alcudia en 2016. En junio de 2021 fue convocado para participar en los Juegos Olímpicos de Tokio 2020, logrando la medalla de plata tras perder la final por 2-1 ante Brasil.

#### Selección absoluta
Debutó el 8 de junio de 2021 en la victoria por 4-0 frente a Lituania en un amistoso.

## Palmarés

### Títulos nacionales
| Título                     | Club        | Año     |
| -------------------------- | ----------- | ------- |
| Segunda División de España | S.D. Huesca | 2019-20 |

### Títulos internacionales
| Título           | Club (*) | Sede  | Año  |
| ---------------- | -------- | ----- | ---- |
| Juegos Olímpicos | España   | Tokio | 2020 |

(*) Incluyendo la selección.